# 中国大陆电视剧列表 (2010年)
本条目罗列2010年首播的中国大陆电视剧（含网络剧）。

## 古装/民初/都市/婚姻/青春/科幻
注：集数以国家广播电影电视总局公布为准，语言以普通话为主，按首播日期排序
| 剧名                        | 集数 | 专题                       | 首播(地方台/视频网)                   | 首播(卫视/央视)                                       | 主演                                                                                                   | 题材 |
| --------------------------- | ---- | -------------------------- | ------------------------------------- | ----------------------------------------------------- | --- | ---- |
| 大槐树                      | 42   |                            | 1月1日 山西公共频道                   |                                                       | 陆毅、陈好、鲍国安                                                                                     | 古装 |
| 苍穹之昴                    | 28   | 网页（页面存档备份，存于） | 1月2日 日本NHK                        | 3月14日 北京卫视                                      | 田中裕子、余少群、殷桃、周一围、张博                                                                   | 古装 |
| 大丫鬟                      | 35   | 网页（页面存档备份，存于） | 1月2日 湖南经视                       | 9月1日 浙江卫视                                       | 马雅舒、李彩华、陈思成、吴卓羲                                                                         | 民初 |
| 神话                        | 50   | 网页（页面存档备份，存于） |                                       | 1月2日 央視八套                                       | 胡歌、白冰、张世、张萌、金莎                                                                           | 古装 |
| 包三姑外传                  | 33   |                            | 1月3日 安徽影视频道                   | 7月8日 东南卫视                                       | 李绮红、陈浩民、于波、章龄之、陈志朋                                                                   | 古装 |
| 西游记(程力栋版)            | 52   | 网页（页面存档备份，存于） | 1月3日 江苏综艺频道                   | 2月14日 浙江/安徽/山东/东南卫视                       | 陈司翰、费振翔、韩雪、谢宁、牟凤彬                                                                     | 古装 |
| 安与安寻(第二季)            | 10   |                            | 1月4日 视频网                         |                                                       | 张俪，王传一                                                                                           | 都市 |
| 侬本多情                    | 40   | 网页（页面存档备份，存于） | 1月4日 上海电视剧频道                 |                                                       | 黄少祺、贾静雯、廖晓琴、孙兴、何赛飞、陈龙                                                             | 民初 |
| 孽债2                       | 30   | 网页（页面存档备份，存于） | 1月10日 上海东方电影频道              |                                                       | 翟天临、姚笛、赵有亮、张默、丁子峻                                                                     | 都市 |
| 刁蛮娇妻苏小妹              | 34   |                            | 1月15日 福建综合频道                  | 7月5日 东方/湖北/广东/辽宁卫视                        | 董璇、郭晋安、魏骏杰、董维嘉                                                                           | 古装 |
| 熊猫人                      | 29   | 网页（页面存档备份，存于） | 1月17日 山东影视频道                  | 2月2日 江苏/浙江/深圳卫视(下午)                       | 詹宇豪、宋健彰、江语晨、唐嫣、周杰伦、曾志伟                                                           | 科幻 |
| 迷失洛杉矶                  | 30   |                            |                                       | 1月18日 央視八套                                      | 梁冠华、王伯昭、安雅、王骁                                                                             | 都市 |
| 白蛇后传                    | 30   | 网页（页面存档备份，存于） | 1月25日 杭州综合频道                  | 2014年2月13日 东南卫视                                | 傅淼、邱心志、迟帅、刘诗诗                                                                             | 古装 |
| 幸福一定强                  | 30   | 网页（页面存档备份，存于） |                                       | 1月26日 安徽卫视                                      | 明道、李易峰、陈庭妮、牛萌萌                                                                           | 都市 |
| 无间有爱                    | 33   | 网页（页面存档备份，存于） | 1月27日 扬州城市频道                  | 4月18日 东南/广东卫视                                 | 贺军翔、邓家佳、赵子琪、王丽坤                                                                         | 民初 |
| 情陷巴塞罗那                | 23   |                            |                                       | 1月28日 东方卫视                                      | 苏岩，张铎，丁子峻，安雅                                                                               | 都市 |
| 如此婚姻                    | 21   |                            | 1月29日 浙江教育科技频道              |                                                       | 朱羿坤，陈潘晶，赵卓娜                                                                                 | 婚姻 |
| 租个女友回家过年            | 24   |                            | 2月1日 吉林都市频道                   | 2011年1月24日 黑龙江/广西卫视                         | 杜淳、薛佳凝、冷中易、原梓霏                                                                           | 都市 |
| 为爱而生                    | 20   |                            | 2月7日 珠江电影频道                   |                                                       | 蒋雯丽、斯琴高丽、濮存昕、陈奕迅、刘蓓                                                                 | 都市 |
| 黄金地带                    | 28   |                            | 2月9日 上海电视剧频道                 | 2011年1月19日 北京卫视                                | 罗嘉良，王姬                                                                                           | 都市 |
| 神探狄仁杰前传              | 44   |                            |                                       | 2月9日 央視八套                                       | 富大龙、王静、杨幂、王茂雷                                                                             | 古装 |
| 美女不坏                    | 28   |                            | 2月10日 上海生活时尚频道              |                                                       | 谢娜、许慧欣、颜炳燕、彭玉                                                                             | 都市 |
| 大明嫔妃                    | 10   |                            |                                       | 2月19日 辽宁卫视                                      | 宋洋、何杜鹃、朱一龙、王艺曈、于清斌、陈一诺、陈思璇                                                   | 古装 |
| 丑女无敌4                   | 20   | 网页（页面存档备份，存于） |                                       | 2月20日 湖南卫视                                      | 李欣汝、刘晓虎、张亚飞、毛俊杰                                                                         | 都市 |
| 天师钟馗之美丽传说          | 76   | 网页（页面存档备份，存于） | 2月23日 上海东方电影频道              | 8月2日 浙江/安徽/江西/重庆卫视                        | 欧阳震华、刘晓虎、刘宏宇、李立、曾宝仪                                                                 | 古装 |
| 怒海雄心                    | 36   |                            |                                       | 3月1日 央視一套                                       | 黄海冰、李彩华、陈德容、罗嘉良                                                                         | 古装 |
| 血脉                        | 30   |                            | 3月6日 深圳电视剧频道                 |                                                       | 苗乙乙，魏春光，刘思彤，朱泳腾，岳跃利                                                                 | 婚姻 |
| 阿喜                        | 25   |                            | 3月8日 中天娛樂台                     | 2013年6月27日 江西卫视                                | 米雪、李立群、任重、吕一、张丹峰                                                                       | 都市 |
| 乱世玉缘                    | 34   | 网页（页面存档备份，存于） | 3月12日 南方影視頻道                  |                                                       | 保剑锋、颜丹晨、刘汉强、葛蕾、林江国、刘佳佳、许还幻                                                   | 民初 |
| 新一剪梅                    | 40   | 网页（页面存档备份，存于） | 3月14日 沈阳影视频道                  | 9月15日 江苏/东南/广东卫视                            | 霍建华、吕一、陈思成、刘芸、李立群、樊少皇、穆婷婷                                                     | 民初 |
| 美人心计                    | 40   | 网页                       | 3月15日 上海电视剧频道                | 2011年4月4日 安徽/山东/东南/河南/深圳                 | 林心如、陈键锋、杨幂、王丽坤、何晟铭、罗晋                                                             | 古装 |
| 东京生死恋                  | 22   |                            | 3月18日 视频网                        |                                                       | 黄圣依、郭家铭、孔维、藤原由嘉                                                                         | 都市 |
| 九鼎谜踪                    | 34   | 网页（页面存档备份，存于） | 3月23日 南方经济频道                  |                                                       | 谭凯、吴辰君、袁文康、赵小锐、赵文琪、马精武、张国柱、韩童生                                           | 科幻 |
| 和空姐一起的日子            | 24   | 网页（页面存档备份，存于） |                                       | 3月26日 央視八套                                      | 姚晨、凌潇肃、陈赫、钱芳                                                                               | 都市 |
| 大女当嫁                    | 25   | 网页（页面存档备份，存于） |                                       | 4月3日 央視八套                                       | 宋佳、朱茵、孙艺菲、周杰、刘德凯                                                                       | 都市 |
| 张小五的春天                | 25   | 网页（页面存档备份，存于） |                                       | 4月15日 央視一套                                      | 闫妮、立威廉、刘佳、王大治                                                                             | 都市 |
| 铁梨花                      | 43   | 网页（页面存档备份，存于） | 4月16日 浙江影视娱乐频道              | 11月1日 东方/北京/天津/四川卫视                       | 陈数、巍子                                                                                             | 民初 |
| 万历首辅张居正              | 43   | 网页（页面存档备份，存于） |                                       | 4月16日 浙江/东方/北京卫视                            | 唐国强、梅婷、冯远征、巫刚、杨雪                                                                       | 古装 |
| 杜拉拉升职记                | 32   | 网页                       | 4月19日 台州公共财富频道              | 7月22日 东方/北京/深圳卫视                            | 王珞丹、李光洁、李彩华、陈慧珊、叶童、雷佳音                                                           | 都市 |
| 杨贵妃秘史                  | 30   | 网页（页面存档备份，存于） |                                       | 4月27日 湖南卫视                                      | 殷桃、黄秋生、王洛勇、叶璇                                                                             | 古装 |
| 三国                        | 95   | 网页（页面存档备份，存于） |                                       | 5月2日 江苏/安徽/天津/重庆卫视                        | 陈建斌、于和伟、陆毅、于荣光、康凯、陈好、张博                                                         | 古装 |
| 神医大道公                  | 30   | 网页（页面存档备份，存于） |                                       | 5月10日 央視八套                                      | 郑少秋、郭冬临、廖家仪、袁弘                                                                           | 古装 |
| 姐妹新娘                    | 35   | 网页（页面存档备份，存于） | 5月12日 深圳电视台电视剧频道          |                                                       | 郝蕾、田丽、于小伟、于洋、饶敏丽、施京明                                                               | 都市 |
| 孽缘                        | 23   |                            | 5月18日 北京影视频道                  | 6月9日 山东/河南卫视                                  | 霍思燕、李晨、于荣光、李曼                                                                             | 都市 |
| 恋人 / 爸爸，我怀了你的孩子 | 21   |                            | 5月19日 视频网                        | 7月 辽宁卫视                                          | 郭晓东，马思纯                                                                                         | 都市 |
| 娱乐没有圈                  | 26   | 网页（页面存档备份，存于） |                                       | 5月24日 湖南卫视                                      | 韩雪、朱泳腾、杨乐乐、陈为民                                                                           | 都市 |
| 毕业后的日子                | 27   | 网页（页面存档备份，存于） | 5月28日 视频网                        |                                                       | 张铎、习雪、何中华                                                                                     | 都市 |
| 凝香劫                      | 30   | 网页（页面存档备份，存于） | 5月30日 福州影视频道                  | 2013年4月3日 海峡卫视                                 | 刘晓庆，刘雨鑫，王思懿                                                                                 | 民初 |
| 佳期如梦                    | 30   | 网页（页面存档备份，存于） |                                       | 6月3日 湖南卫视                                       | 陈乔恩、邱泽、冯绍峰、吉杰                                                                             | 都市 |
| 别对我说谎                  | 36   | 网页（页面存档备份，存于） | 6月4日 上海东方影视频道               |                                                       | 沈晓海、李念、何政军、傅艺伟、胡可                                                                     | 都市 |
| 时尚王国                    | 33   | 网页（页面存档备份，存于） | 6月4日 合肥生活频道                   | 7月3日 东方卫视                                       | 恬妞、杨紫彤、潘泰名、邓英、侯凯、孙兴                                                                 | 都市 |
| 闯荡                        | 30   |                            | 6月5日 天津滨海频道                   | 2011年3月16日 吉林卫视                                | 沙溢，胡可，邓家佳，王大治                                                                             | 都市 |
| 毛骗                        | 20   |                            | 6月7日 视频网                         |                                                       | 安宁，赵宁，杨羽，黎伟，邢冬冬，汪小壹，邵庄                                                           | 青春 |
| 不如跳舞                    | 30   |                            |                                       | 6月9日 央視一套                                       | 张国立、刘蓓、钟汉良、韩雨芹                                                                           | 都市 |
| 谁知女人心                  | 30   | 网页（页面存档备份，存于） | 6月14日 江苏城市频道                  | 2011年8月29日 广东/云南卫视                           | 马雅舒、刘恺威、刘雪华、刘璐珈、钱泳辰、谢祖武                                                         | 民初 |
| 活佛济公                    | 42   | 网页（页面存档备份，存于） | 6月17日 山东齐鲁频道                  | 8月16日 江苏/四川/广东/云南卫视                       | 陈浩民、林子聪、高昊、杨雪、陈紫函、馨子、张亮                                                         | 古装 |
| 爱情公寓外传 / 爱情公寓1.5  | 8    |                            | 6月17日 视频网                        |                                                       | 段倩茹、王楠、董博睿、徐佳琦                                                                           | 都市 |
| 红楼梦                      | 50   | 网页（页面存档备份，存于） | 6月24日 青岛新闻综合频道              | 9月2日 安徽/北京卫视                                  | 于小彤、蒋梦婕、杨洋、李沁、白冰、林妙可                                                               | 古装 |
| 包青天之七俠五義            | 40   | 网页（页面存档备份，存于） | 7月1日 上海新闻综合频道               |                                                       | 金超群、何家勁、范鴻軒                                                                                 | 古装 |
| 嗨，芳邻 / 芳邻             | 27   |                            | 7月1日 视频网                         |                                                       | 聂远，秦丽                                                                                             | 青春 |
| 大内低手 / 李卫当官3        | 30   |                            | 7月1日 南京影视频道                   | 2011年1月14日 江西卫视                                | 徐峥、于波、赵丽颖、陈曦、杨俊毅、秦焰                                                                 | 古装 |
| 吴承恩与西游记              | 45   | 网页（页面存档备份，存于） | 7月1日 山东齐鲁頻道                   |                                                       | 六小龄童、迟重瑞、马苏、石筱群                                                                         | 古装 |
| 天地民心                    | 54   |                            |                                       | 7月3日 央视八套                                       | 成泰燊，袁弘，王洛勇，宋佳，赵鸿飞，杨烁                                                               | 古装 |
| 大城市小浪漫                | 25   |                            | 7月7日 沈阳影视频道                   |                                                       | 崔林，金莎，郭柯宇，谢佳剑                                                                             | 都市 |
| 流星蝴蝶剑                  | 30   | 网页（页面存档备份，存于） |                                       | 7月12日 央视一套                                      | 陈楚河、陈意涵、王艳、刘德凯                                                                           | 古装 |
| 聊斋3                       | 36   | 网页（页面存档备份，存于） | 7月13日 上海东方电影频道              | 2011年1月19日 山东/四川/广东卫视                      | 康华、孙协志、赖薇如、陈颢文、贾青、李威、陈司翰、萧蔷、林文龙、邵传勇、程雍、汪芫、邱泽、张沛然、贡米 | 古装 |
| 女神捕                      | 40   | 网页（页面存档备份，存于） | 7月15日 河北农村频道                  |                                                       | 商蓉、赵鸿飞、丁海峰、于荣光、苗海忠                                                                   | 古装 |
| 复婚                        | 30   |                            | 7月16日 北京影视频道                  | 8月3日 河南/山东/黑龙江卫视                           | 陈小艺，许亚军，胡可                                                                                   | 婚姻 |
| 神断狄仁杰                  | 42   |                            | 7月23日 山东影视频道                  | 2011年2月8日 天津/广东/四川卫视                       | 梁冠华、张子健、吕中                                                                                   | 古装 |
| 说谎的爱人                  | 28   |                            | 7月23日 广州影视频道/贵州影视文艺频道 | 2012年11月27日 江西卫视                               | 朱雨辰、白百何、王千源、车晓                                                                           | 都市 |
| 丝丝心动                    | 20   | 网页（页面存档备份，存于） |                                       | 7月26日 湖南卫视                                      | 张嘉倪、蓝正龙、张丹峰、颖儿                                                                           | 都市 |
| 我的美丽人生                | 28   | 网页（页面存档备份，存于） | 7月26日 湖南经视                      | 8月14日 央視一套                                      | 马苏、李明启、黄海波、柏寒、汪俊、杜薇                                                                 | 都市 |
| 广府太极传奇                | 25   | 网页（页面存档备份，存于） |                                       | 7月27日 央视一套                                      | 黄圣依、谭耀文、杨子                                                                                   | 民初 |
| 无懈可击之美女如云          | 36   | 网页                       |                                       | 8月1日 江苏/安徽/天津/重庆卫视                        | 赵柯、何润东、董璇、田亮、戚薇、胡兵、郑希怡、连凯                                                     | 都市 |
| 苦咖啡                      | 28   |                            | 8月3日 河北都市频道                   |                                                       | 胡歌、白冰、左小青、韩栋                                                                               | 都市 |
| 龙行天下                    | 40   |                            | 8月5日 湖北电视台                     | 2011年9月5日 浙江卫视                                 | 王灿 / 曾安琪 / 吴皓升 / 周明增 / 孙中艺                                                               | 古装 |
| 一起又看流星雨              | 35   | 网页（页面存档备份，存于） |                                       | 8月9日 湖南卫视                                       | 郑爽、张翰、俞灏明、朱梓骁                                                                             | 都市 |
| 天涯织女                    | 36   | 网页（页面存档备份，存于） | 8月14日 广西南宁新闻综合频道          | 10月16日 浙江卫视                                     | 张钧甯、袁弘、刘诗诗、萧正楠、陈秀雯、刘松仁                                                           | 古装 |
| 传说                        | 42   | 网页（页面存档备份，存于） |                                       | 8月15日 央视一套                                      | 焦恩俊、文清、刘德凯、丁军                                                                             | 古装 |
| 婚姻保卫战                  | 33   |                            |                                       | 8月16日 浙江/北京/天津/深圳/云南卫视                  | 佟大为、马伊琍、黄磊、袁立、刘金山、于娜                                                               | 都市 |
| 经纬天地                    | 49   | 网页（页面存档备份，存于） |                                       | 8月18日 央視八套                                      | 贾一平、马伊俐、张光北、周扬、田野                                                                     | 民初 |
| 两个女孩的那些事            | 15   | 网页                       | 8月25日 乐视网                        |                                                       | 熊乃瑾、巩新亮 客串:井柏然、付辛博                                                                     | 都市 |
| 來不及說我愛你              | 36   | 网页（页面存档备份，存于） | 8月30日 湖北经视                      | 2011年10月23日 央视八套                               | 钟汉良、李小冉、齐芳、谭凯                                                                             | 民初 |
| 醉红尘                      | 30   | 网页（页面存档备份，存于） |                                       | 8月 辽宁卫视                                          | 郑曦、陈妍希                                                                                           | 民初 |
| 大屋下的丫鬟                | 40   |                            | 9月5日 深圳电视剧频道                 | 2011年5月27日 海峡卫视                                | 赵文瑄、佟丽娅、海陆、袁姗姗                                                                           | 民初 |
| 婆婆来了                    | 26   | 网页（页面存档备份，存于） | 9月8日 上海电视剧频道                 | 2011年1月6日 浙江卫视                                 | 沙溢、朱杰、归亚蕾、林申、董维嘉                                                                       | 婚姻 |
| 闪婚                        | 30   | 网页（页面存档备份，存于） | 9月16日 湖南经视                      | 2011年4月27日 辽宁、4月30日 山东/河南/黑龙江/深圳卫视 | 张铎，唐嫣，颜丹晨                                                                                     | 都市 |
| 单身公主相亲记              | 30   | 网页（页面存档备份，存于） |                                       | 9月17日 湖南卫视                                      | 林志颖、赵靓、郭品超、陈彦妃、洪小玲                                                                   | 都市 |
| 郎心如铁                    | 32   |                            | 9月19日 山东济南影视频道              |                                                       | 凌潇肃、唐一菲、张铎、子义                                                                             | 都市 |
| 重生门                      | 30   |                            | 9月20日 深圳公共频道                  | 12月11日 南方卫视                                     | 刘恺威、姚芊羽、李立、闻小炜                                                                           | 民初 |
| 爱上女主播                  | 30   | 网页（页面存档备份，存于） |                                       | 9月21日 浙江卫视                                      | 张赫、朱丹、杨谨华、吴健、林保怡、董维嘉、李颖                                                         | 都市 |
| 再见艳阳天                  | 32   | 网页（页面存档备份，存于） | 9月28日 南方影视频道                  | 2011年3月21日 安徽卫视                                | 寇振海、刘雪华、孙莉、保剑锋、田丽、刘思彤、张定涵                                                     | 民初 |
| 黛玉传                      | 35   | 网页（页面存档备份，存于） | 9月29日 迅雷网                        |                                                       | 闵春晓、邓莎、马天宇                                                                                   | 古装 |
| 唐琅探案                    | 30   | 网页（页面存档备份，存于） | 10月1日 武汉新闻频道                  | 10月28日 央视一套                                     | 霍建华、张萌、金莎、黄觉、曾黎、霍思燕                                                                 | 民初 |
| 准妈妈四重奏                | 32   |                            |                                       | 10月1日 央视八套(下午)                                | 陶虹，左小青，姜华，刘竞，吕行，刘仪伟                                                                 | 都市 |
| 全优7笑果                   | 11   |                            | 10月9日 优酷                          |                                                       | 王子子，赵英俊，徐悦，齐俊盛                                                                           | 都市 |
| 欢喜婆婆俏媳妇              | 33   | 网页（页面存档备份，存于） | 10月10日 深圳电视剧频道               | 2011年2月3日 江苏卫视                                 | 苑琼丹、刘恺威、胡杏儿、吴孟达、何晟铭、戴娇倩、高昊、杨蓉                                             | 古装 |
| 烟雨斜阳                    | 36   | 网页（页面存档备份，存于） | 10月12日 河北经济生活频道             | 2011年11月1日 东南/广东卫视                           | 陈键锋、杨雪、黄文豪、佟丽娅、俞小凡、陶慧敏                                                           | 民初 |
| 欢迎爱光临                  | 12   |                            | 10月15日 土豆网                       |                                                       | 郑元畅、李菲儿、裴蓓                                                                                   | 都市 |
| 大风歌                      | 44   | 网页（页面存档备份，存于） | 10月16日 年代MUCH台                   | 2011年12月17日 央视八套                               | 吕良伟、王姬、张光北、刘牧、陈炜                                                                       | 古装 |
| 嫦娥                        | 40   |                            | 10月16日 嘉兴新闻综合频道             | 2011年5月10日 广东卫视                                | 姚笛、黄觉、明道、王子文                                                                               | 古装 |
| 你是我兄弟 / 兄弟           | 36   | 网页（页面存档备份，存于） | 10月19日 河南都市频道                 | 2011年2月10日 北京/黑龙江/深圳/吉林                   | 邓超，张嘉译，董洁                                                                                     | 都市 |
| 胡笳汉月                    | 40   | 网页（页面存档备份，存于） |                                       | 10月19日 CCTV-6                                       | 宁静、唐国强、夏雨、罗嘉良                                                                             | 古装 |
| 生死桥                      | 40   | 网页（页面存档备份，存于） |                                       | 10月22日 央视八套                                     | 贾乃亮，王泊文，王子文，万茜，潘虹，孙坚                                                               | 民初 |
| 国色天香                    | 33   | 网页（页面存档备份，存于） | 10月26日 湖北综合频道                 | 2011年8月19日 浙江卫视                                | 叶璇、刘恺威、何晟铭、高昊、徐麒雯                                                                     | 民初 |
| 母亲心                      | 26   | 网页（页面存档备份，存于） |                                       | 11月3日 央视八套                                      | 张嘉倪、李依晓、娟子、曾黎、郝平、董勇、王仁君                                                         | 民初 |
| 天生无才                    | 34   |                            | 11月3日 上海东方电影频道              | 2012年3月26日 东南卫视                                | 欧阳震华、魏骏杰、高蓓蓓、刘庭羽                                                                       | 古装 |
| 忘掉我是谁                  | 30   | 网页（页面存档备份，存于） | 11月6日 上海电视剧频道                | 2011年11月22日 山东卫视                               | 李天柱、谢兰、江宏恩、陈莎莉、錢泳辰、王宇婕                                                           | 都市 |
| 新安家族                    | 49   | 网页（页面存档备份，存于） |                                       | 11月7日 央视一套                                      | 张磊、刘钧、张静静、吴孟达                                                                             | 民初 |
| 天涯赤子心                  | 38   | 网页（页面存档备份，存于） | 11月12日 广西都市频道                 | 2011年4月18日 安徽卫视                                | 冯绍峰、寇世勋、隋俊波、岳虹                                                                           | 民初 |
| 怎么会爱上你                | 20   |                            | 11月17日 优酷                         |                                                       | 张哲瀚，石佳灵                                                                                         | 青春 |
| 爱上男主播                  | 30   |                            | 11月22日 爱奇艺/优酷                  |                                                       | 高叶，王亦凡                                                                                           | 都市 |
| 大管家                      | 36   | 网页（页面存档备份，存于） | 11月28日 北京文艺频道                 |                                                       | 宁静、关礼杰、徐少强                                                                                   | 民初 |
| 妹仔大过主人婆              | 100  |                            | 11月29日 广东珠江频道                 |                                                       | 陈锦鸿、苑琼丹、刘玉翠、赵学而、钱莹、秦煌                                                             | 古装 |
| 爱就爱到底                  | 30   |                            | 12月7日 沈视影视频道                  | 2012年7月29日 央视八套                                | 宁静，丁志诚                                                                                           | 婚姻 |
| 大潮如歌                    | 40   | 网页（页面存档备份，存于） | 12月9日 視頻網                        |                                                       | 吴京安、周海媚、赵毅、颜丹晨、吴军、柯叔元                                                             | 都市 |
| 铁面歌女                    | 30   |                            | 12月12日 山西经济咨询频道             | 2011年11月21日 吉林卫视                               | 张娜拉、陆毅、于荣光、蒋林静                                                                           | 民初 |
| 天堂秀                      | 30   | 网页（页面存档备份，存于） | 12月14日 苏州新闻综合频               | 2012年9月3日 广东卫视                                 | 陆毅、韩智慧、吴亚馨、刘牧、赵聪、于洋、赵静                                                           | 都市 |
| 青春期撞上更年期            | 36   | 网页（页面存档备份，存于） | 12月15日 石家庄新闻综合频道           | 2011年10月19日 深圳卫视                               | 杜淳、马伊琍、董璇                                                                                     | 都市 |
| 秋霜                        | 28   |                            | 12月17日 北京文艺频道                 | 2011年5月8日 安徽卫视                                 | 刘孜、于小伟、唐一菲、李子雄、王笛                                                                     | 民初 |
| 美丽鲜花在开放              | 30   | 网页（页面存档备份，存于） | 12月18日 河南电视剧频道               |                                                       | 许晴，邵峰                                                                                             | 都市 |
| 怪俠一枝梅                  | 30   | 网页（页面存档备份，存于） | 12月20日 江苏综艺频道                 | 2011年1月1日 深圳、1月3日东南卫视                     | 霍建华、刘诗诗、马天宇、释行宇、萧正楠、廖启智                                                         | 古装 |
| 刁蛮新娘                    | 34   | 网页（页面存档备份，存于） | 12月 江阴城市频道                     | 2012年7月30日 广东/贵州卫视                           | 杨幂、李东学、孙坚、王琳                                                                               | 民初 |
| 大将军韩信                  | 36   |                            | 12月 视频网                           |                                                       | 焦恩俊、孙海英、李莎、吴毅将、孙雅                                                                     | 古装 |

## 谍战/抗战/年代/革命/乡土/生活/涉案/军旅
注：集数以国家广播电影电视总局公布为准，语言以普通话为主，按首播日期排序
| 剧名                           | 集数 | 专题                       | 首播(地方台/视频网)                | 首播(卫视/央视)                                                      | 主演                                                                                           | 题材 |
| ------------------------------ | ---- | -------------------------- | ---------------------------------- | -------------------------------------------------------------------- | ---------------------------------------------------------------------------------------------- | ---- |
| 红莓花儿开                     | 30   |                            |                                    | 1月1日 央视一套                                                      | 保剑锋、左小青                                                                                 | 革命 |
| 南下                           | 40   |                            | 1月1日 山东齐鲁频道                | 1月29日 山东/黑龙江/四川/吉林卫视                                    | 杜淳、李小冉、车晓、印小天                                                                     | 革命 |
| 奠基者                         | 28   | 网页（页面存档备份，存于） |                                    | 1月2日 央视一套                                                      | 侯勇、郑晓宁、闫妮、殷桃                                                                       | 革命 |
| 牟氏庄园                       | 38   | 网页（页面存档备份，存于） |                                    | 1月8日 北京卫视                                                      | 袁立、侯天来、吕中、徐敏、连凯                                                                 | 年代 |
| 锣鼓巷                         | 25   | 网页（页面存档备份，存于） | 1月11日 北京影视频道               | 2011年3月7日 安徽/贵州/四川/江西卫视                                 | 丁志诚，刘威，王刚，滕丽名                                                                     | 年代 |
| 城·事                          | 22   | 网页（页面存档备份，存于） |                                    | 1月14日 山东卫视                                                     | 徐露，李乃文，韩雯雯，王阳                                                                     | 生活 |
| 红色摇篮                       | 29   |                            |                                    | 1月16日 央视一套                                                     | 王霙、张秋歌、王伍福、刘劲                                                                     | 革命 |
| 保姆与保安                     | 33   | 网页（页面存档备份，存于） | 1月17日 上海电视剧频道             | 8月31日 山东/吉林/辽宁卫视                                           | 杜淳，姚芊羽，奚美娟，郝平                                                                     | 生活 |
| 乐活家庭                       | 82   |                            |                                    | 1月18日 浙江卫视                                                     | 高亚麟、牛莉、姜超、闫妮、姜妍                                                                 | 生活 |
| 新警事                         | 29   |                            | 1月25日 天津影视频道               | 2010年7月 深圳卫视                                                   | 李诚儒，杨子骅，韩青                                                                           | 涉案 |
| 父亲的战争                     | 30   |                            | 2009年地方台首播                   | 1月18日 江苏卫视                                                     | 李雪健、黄海波、齐一闻、杜敏赫                                                                 | 抗战 |
| 人生双行线                     | 20   |                            |                                    | 1月27日 央视八套                                                     | 韩雯雯、孙玮、刘子仟、张潮                                                                     | 生活 |
| 鲜花朵朵                       | 34   | 网页（页面存档备份，存于） | 1月28日 上海电视剧频道             | 11月1日 安徽/广东/吉林/山西卫视                                      | 郭柏松、梁丹妮、宫筱轩、孙宁、海清、张嘉译                                                     | 生活 |
| 滇西1944                       | 36   | 网页（页面存档备份，存于） |                                    | 1月28日 央视八套                                                     | 王学兵、孙宁、孙洪涛、刘小宁                                                                   | 革命 |
| 为了新中国前进                 | 22   | 网页（页面存档备份，存于） |                                    | 1月30日 央视一套                                                     | 王宝强、李健、姜峰、刘天佐                                                                     | 革命 |
| 圆圆的故事                     | 86   |                            |                                    | 2月14日 广东卫视                                                     | 关凌、梁天、姜超、许娣                                                                         | 生活 |
| 县长老叶 / 土匪传奇            | 25   |                            | 2月15日 哈尔滨新闻综合频道         |                                                                      | 郭德纲、于谦、陈乔恩(客串)、林心如(客串)                                                       | 年代 |
| 乡村爱情故事3                  | 36   | 网页（页面存档备份，存于） |                                    | 2月16日 央视一套                                                     | 贺树峰、毕畅、于月仙、王小宝                                                                   | 乡土 |
| 同龄人                         | 34   |                            |                                    | 2月23日 北京/深圳卫视                                                | 任程伟、许晴、程前、梁林                                                                       | 乡土 |
| 利剑                           | 32   | 网页（页面存档备份，存于） |                                    | 2月24日 央视八套                                                     | 刘小锋、韩雪、买红妹、申军谊、张萌                                                             | 谍战 |
| 半路兄弟                       | 27   | 网页（页面存档备份，存于） | 2月25日 沈阳影视频道               | 3月5日 东方卫视                                                      | 张丰毅、李强                                                                                   | 生活 |
| 对攻                           | 34   |                            |                                    | 2月26日 四川卫视                                                     | 何冰，刘雨鑫，林永健，马恩然                                                                   | 抗战 |
| 军人荣誉                       | 26   |                            |                                    | 2月26日 江西卫视                                                     | 丁海峰，童瑶，曾黎                                                                             | 军旅 |
| 老大的幸福                     | 39   | 网页（页面存档备份，存于） |                                    | 3月4日 央视一套                                                      | 范伟、孙宁、周浩东、孟广美                                                                     | 生活 |
| 民主之澜                       | 28   |                            |                                    | 3月7日 央视八套                                                      | 海波、王英、孙维民、盖美                                                                       | 革命 |
| 地道英雄                       | 37   | 网页（页面存档备份，存于） | 3月11日 成都文艺频道               | 4月23日 浙江/山东/辽宁/重庆卫视                                      | 何冰、陈小艺                                                                                   | 抗战 |
| 潮起两江                       | 32   |                            |                                    | 3月14日 重庆卫视(下午)                                               | 吴若甫，杜志国                                                                                 | 乡土 |
| 血色沉香                       | 30   | 网页（页面存档备份，存于） |                                    | 3月16日 央视八套                                                     | 李亚鹏、狄龙、吴冕、许还山                                                                     | 年代 |
| 枪声背后                       | 30   | 网页（页面存档备份，存于） | 3月19日 上海东方电影频道           | 6月13日 北京卫视                                                     | 聂远、张译、吴晓敏、杨蓉、何赛飞                                                               | 革命 |
| 尖刀                           | 32   |                            | 3月20日 江苏城市频道               | 6月17日 山东/河南/云南/陕西卫视                                      | 尹铸胜、刘小锋、于洋、孙茜                                                                     | 抗战 |
| 老爸快跑                       | 20   | 网页（页面存档备份，存于） |                                    | 3月24日 央视一套                                                     | 徐峥、伊春德、王虎城、董稚                                                                     | 生活 |
| 温柔的背叛 / 温柔的背后2       | 31   |                            | 3月26日 河南电视剧频道             | 2011年3月22日 安徽卫视                                               | 安泽豪，刘蕾，肖涵，曹炳琨，贾青，张宇菲，陆剑民，陆玲，牛萌萌                                 | 都市 |
| 雪域天路                       | 37   |                            |                                    | 3月26日 央视一套                                                     | 刘威、奇道、江涛、尹铸胜                                                                       | 革命 |
| 幸福                           | 20   |                            |                                    | 3月26日 江西卫视                                                     | 刘佩琦、杨丽晓、李立群、刘敏涛                                                                 | 乡土 |
| 猎人笔记之谜                   | 27   |                            |                                    | 4月3日 央视一套                                                      | 雷牧、陈小春、刘灿、娜杰日达·格列洛娃                                                          | 涉案 |
| 现场铁证                       | 30   |                            |                                    | 4月5日 央视八套                                                      | 王劲松、张笑君、陈依莎、薛俨                                                                   | 涉案 |
| 真情母子                       | 52   |                            | 4月9日 武汉文艺频道                | 2011年11月15日 四川卫视                                              | 江珊、王仁君、佟凡、赵越                                                                       | 生活 |
| 命运                           | 30   | 网页（页面存档备份，存于） |                                    | 4月11日 央视八套                                                     | 李雪健、高明、谭阳、娟子                                                                       | 生活 |
| 迷雾重重                       | 26   | 网页（页面存档备份，存于） |                                    | 4月15日 江西/河北/贵州/重庆卫视                                      | 王学兵、王力可、吕一、胡可、李解、王子文                                                       | 谍战 |
| 敢死队                         | 32   |                            | 4月16日 山东齐鲁频道               | 10月9日 央视一套                                                     | 宋佳伦，张小斐                                                                                 | 抗战 |
| 塞北三朝                       | ?    |                            |                                    | 4月17日 央视十套                                                     |                                                                                                | 纪录 |
| 平原枪声                       | 28   | 网页（页面存档备份，存于） | 4月18日 山东影视频道               | 2011年1月15日 黑龙江/贵州/湖北/云南/深圳/重庆卫视                    | 董勇、赵子惠、王学兵、何政军、杜志国、孙洪涛、郭昊伦                                           | 谍战 |
| 中国家庭之母爱                 | 28   |                            | 4月18日 上海电视剧频道             | 12月25日 浙江卫视                                                    | 王雷，程琤，傅淼                                                                               | 生活 |
| 我的醜爹                       | 33   | 网页（页面存档备份，存于） | 4月19日 江苏城市频道               | 2012年2月11日 河南卫视                                               | 严顺开、翁虹、江宏恩、李勤勤、冯一非                                                           | 生活 |
| 决战南京                       | 30   | 网页（页面存档备份，存于） |                                    | 4月22日 央视八套                                                     | 陈宝国、高明、潘虹、韩雪                                                                       | 抗战 |
| 你是我的生命 / 母爱如天        | 40   |                            | 4月24日 北京影视频道               | 11月22日 浙江/山东/天津/陕西卫视                                     | 萨日娜、李诚儒、贾乃亮、赵冉                                                                   | 生活 |
| 松花江上                       | 40   | 网页（页面存档备份，存于） |                                    | 5月2日 央视一套                                                      | 曹磊、秦海璐、王奎荣、陆彭                                                                     | 年代 |
| 花开的美丽季节                 | 24   |                            |                                    | 5月2日 央视八套                                                      | 吴晓敏，吴健                                                                                   | 生活 |
| 我们队伍向太阳                 | 30   | 网页（页面存档备份，存于） | 5月4日 沈阳新闻频道                | 10月9日 山东/广东卫视                                                | 張國強，王雅捷，王媛可，陈紫函                                                                 | 革命 |
| 虎穴锄奸                       | 30   |                            | 5月7日 山东齐鲁频道                |                                                                      | 刘劲、于震、徐僧、李玉峰                                                                       | 谍战 |
| 手机                           | 36   | 网页（页面存档备份，存于） |                                    | 5月10日 浙江/东方/北京/深圳卫视                                      | 陈道明、王志文、梅婷、刘蓓、范明、柯蓝                                                         | 生活 |
| 特战先锋                       | 35   |                            | 5月18日 河南电视剧频道             | 2011年1月3日 广东/贵州/四川/重庆/湖北卫视                            | 庹宗华、唐文龙、郭广平、金毅、李飞、侯勇、矢野浩二、于震、于和伟、刘雨欣、何彦霓、李子雄、高雄 | 抗战 |
| 家有爹娘2                      | 21   |                            |                                    | 5月20日 央视八套                                                     | 朱琳、张炬、严敏裘、张智尧                                                                     | 生活 |
| 南下南下                       | 35   | 网页（页面存档备份，存于） |                                    | 5月23日 央视一套                                                     | 于震、苏岩、吴健、罗海琼                                                                       | 革命 |
| 烈火红岩                       | 32   | 网页（页面存档备份，存于） | 5月24日 四川影视文艺频道           | 2011年5月16日 江西/贵州/重庆卫视                                     | 陈蓉、邢佳栋、王茜、李雨泽、何政军、杜志国                                                     | 谍战 |
| 天敌                           | 20   |                            | 5月26日 北京影视频道               | 9月17日 江西卫视                                                     | 王雷、陶飞霏、李强、王雅捷                                                                     | 谍战 |
| 黄炎培                         | 25   | 网页（页面存档备份，存于） |                                    | 5月27日 央视八套                                                     | 唐国强、刘劲、张铁林、张国立                                                                   | 革命 |
| 雾柳镇                         | 35   |                            |                                    | 5月28日 北京卫视                                                     | 张国强，陶泽如                                                                                 | 年代 |
| 漂亮女人                       | 30   | 网页（页面存档备份，存于） |                                    | 6月5日 央视八套                                                      | 陈小艺、李明启、黄梅莹、马恩然                                                                 | 生活 |
| 隐形将军                       | 32   |                            | 6月13日 潮州新闻综合频道           | 10月24日 江西卫视                                                    | 黄觉，郭珍霓，祖峰，陆玲，杜晓婷                                                               | 抗战 |
| 永不回头                       | 29   | 网页（页面存档备份，存于） |                                    | 6月14日 央视八套                                                     | 李保田、姜武、闫妮、林继东                                                                     | 生活 |
| 父爱如山                       | 29   | 网页（页面存档备份，存于） | 6月15日 北京影视频道               | 7月9日 黑龙江/陕西/河南卫视                                          | 李雪健，刘莉莉，赵会南，牛莉，陶红，张笛                                                       | 乡土 |
| 我的三个母亲                   | 30   | 网页（页面存档备份，存于） | 6月15日 上海东方电影频道           | 2011年5月7日 山东/黑龙江/辽宁/河南                                   | 张延、黄曼、李菁菁、王馥荔                                                                     | 生活 |
| 黎明之前                       | 30   | 网页（页面存档备份，存于） | 6月16日 湖北综合频道               | 10月11日 东方/北京/云南/重庆卫视                                     | 林永健、吴秀波、陆剑民、海清                                                                   | 谍战 |
| 大西南剿匪记                   | 40   |                            | 6月19日 吉林都市频道               | 11月2日 浙江/黑龙江/江西/重庆卫视                                    | 柳云龙，马苏，申军谊，蒋林静                                                                   | 谍战 |
| 那些迷人的往事                 | 35   |                            |                                    | 6月23日 央视八套                                                     | 童蕾，郭晓东，任泉                                                                             | 乡土 |
| 远山的红叶                     | 20   |                            |                                    | 6月24日 央视一套                                                     |                                                                                                | 生活 |
| 火线                           | 26   |                            | 6月29日 南方经济频道               | 2011年7月11日 黑龙江/河南/贵州/云南卫视                              | 于震，丁志城                                                                                   | 抗战 |
| 神枪手                         | 30   |                            |                                    | 6月29日 浙江/河北/重庆/吉林卫视                                      | 刘烨 丁志诚                                                                                    | 谍战 |
| 江湖绝恋                       | 34   | 网页（页面存档备份，存于） | 6月30日                            | 2011年4月18日 云南/贵州/四川/河南卫视                                | 朱雨辰，王珂，邹俊百，李净洋                                                                   | 年代 |
| 洪湖赤卫队                     | 28   |                            |                                    | 7月5日 央视一套                                                      | 温峥嵘、常戎                                                                                   | 革命 |
| 合适婚姻                       | 25   | 网页（页面存档备份，存于） | 7月8日 上海电视剧频道              |                                                                      | 刘莉莉，温峥嵘，魏骏杰                                                                         | 生活 |
| 民国往事                       | 40   | 网页（页面存档备份，存于） | 7月9日 江苏城市频道                | 2011年1月1日 陕西/云南/江西卫视/教育一台                             | 连奕名，黄志忠，赵会南，苗圃                                                                   | 年代 |
| 新警事2之隐形兄弟              | 30   |                            | 7月10日 天津影视频道               | 2011年9月 山东卫视                                                   | 李诚儒，冯鹏，洪紫琳，杨子骅                                                                   | 涉案 |
| 茶馆                           | 39   | 网页（页面存档备份，存于） |                                    | 7月16日 央视八套                                                     | 陈宝国、石小满、马恩然、谢钢、张惠中、钱波、周里京                                             | 年代 |
| 侦探小说                       | 30   | 网页（页面存档备份，存于） | 7月17日 武汉经济频道               |                                                                      | 冯远征，巫刚，王同辉，周显欣                                                                   | 年代 |
| 一路格桑花                     | 20   | 网页（页面存档备份，存于） |                                    | 7月19日 央视一套                                                     | 凌潇肃，宋运成，赵柯                                                                           | 军旅 |
| 雪豹                           | 40   |                            | 7月20日 湖南电视剧频道             | 9月27日 四川卫视                                                     | 文章、浅野长英、朱杰                                                                           | 抗战 |
| 大侦探                         | 40   | 网页（页面存档备份，存于） | 7月20日 天津影视频道               | 2011年7月19日 江西卫视                                               | 梁冠华，须乾，李泽锋，王毅，朱晓渔                                                             | 年代 |
| 江姐                           | 30   | 网页（页面存档备份，存于） |                                    | 7月29日 央视一套                                                     | 丁柳元、舒畅、胡亚捷、倪土                                                                     | 革命 |
| 兵峰                           | 28   |                            |                                    | 7月29日 央视八套                                                     | 贾一平、沈佳妮、王挺、丁柳元、吕一丁                                                           | 革命 |
| 英雄荣耀                       | 26   |                            | 8月1日 南方影视频道                |                                                                      | 范志博，于震，高虎，吴晓冬                                                                     | 军旅 |
| 生死迷局                       | 31   | 网页（页面存档备份，存于） | 8月1日 江苏城市频道                | 12月9日 东方卫视                                                     | 严屹宽、郑晓宁、甘婷婷、孙艺菲、蒋毅                                                           | 抗战 |
| 我叫刘跃进                     | 22   |                            |                                    | 8月13日 山东卫视                                                     | 张立，居文沛                                                                                   | 生活 |
| 边城汉子                       | 32   |                            | 8月13日 福州V2频道                 | 2011年4月2日 黑龙江卫视(下午)                                        | 王斑，申军谊                                                                                   | 抗战 |
| 地雷战传奇之锄奸行动           | 28   |                            | 8月24日 云南都市频道               | 9月27日 安徽卫视                                                     | 张永刚、陈丽丽、高天浩、二龙                                                                   | 抗战 |
| 外乡人                         | 43   |                            | 8月26日 江苏城市频道               | 9月11日 天津/重庆/贵州/河北卫视                                      | 丁嘉丽，郑则仕，马少骅，黄渤                                                                   | 生活 |
| 家常菜 / 姐夫                  | 38   | 网页（页面存档备份，存于） | 8月30日 扬州新闻频道               | 4月2日 东方/北京/天津/辽宁卫视                                       | 黄志忠、左小青、宋春丽、童瑶                                                                   | 乡土 |
| 永不消逝的电波                 | 38   | 网页（页面存档备份，存于） |                                    | 8月31日 央视一套                                                     | 赵立新、焦俊艳、邹涵虹、阎娜                                                                   | 谍战 |
| 生于1949 / 人生无悔            | 35   |                            | 8月 中国教育台3                    |                                                                      | 耿乐，黄曼                                                                                     | 乡土 |
| 最熟悉的陌生人                 | 26   |                            | 8月 潮州新闻综合频道               | 12月13日 浙江卫视                                                    | 潘虹、邵峰、舒砚、孟广美、曹磊                                                                 | 生活 |
| 喋血钱塘江                     | 30   | 网页（页面存档备份，存于） | 9月1日 大连新闻综合频道            | 2011年7月13日 浙江卫视                                               | 王姬，韩童，周牧茵                                                                             | 谍战 |
| 地道战                         | 40   | 网页（页面存档备份，存于） | 9月3日 山东齐鲁频道                | 2011年3月26日 江西/贵州/云南/青海(黃金)、浙江/天津/湖北/深圳(非黃金) | 王千源、许还幻、李琦、杨雨婷、侯天来、王奎荣                                                   | 抗战 |
| 婚姻那些事儿                   | 28   |                            | 9月8日 上海电视剧频道              |                                                                      | 岳跃利，杨洁玫，魏春光，唐夏娃                                                                 | 生活 |
| 国歌                           | 24   |                            |                                    | 9月9日 央视八套/湖南卫视                                             | 文章，谷智鑫，柯蓝，涂黎曼，王劲松                                                             | 革命 |
| 雾都猎狐                       | 22   |                            |                                    | 9月9日 江西，10月9日 重庆卫视                                        | 吴樾，李光复、姜宏波                                                                           | 谍战 |
| 上海，上海                     | 36   | 网页（页面存档备份，存于） |                                    | 9月13日 央视一套                                                     | 段奕宏、吴秀波、赵峥、左小青                                                                   | 年代 |
| 全家福                         | 30   | 网页（页面存档备份，存于） | 9月15日 北京影视频道               | 11月12日 山东/辽宁/河南/吉林卫视                                     | 王茜华、张少华、霍青、苇青                                                                     | 年代 |
| 人间风雨情                     | 36   |                            | 9月18日 辽宁影视频道               | 12月15日 海峡卫视                                                    | 石琳、何政军、吴京安、何赛飞                                                                   | 革命 |
| 大路朝天                       | 31   |                            |                                    | 9月18日 央视八套                                                     | 石凉，曹力                                                                                     | 军旅 |
| 猛犸敢死队                     | 27   |                            | 9月18日 上海东方电影频道           | 2011年2月20日 四川/天津卫视                                          | 李宜璇、索品、许娜                                                                             | 谍战 |
| 牵挂 / 全家福之家和万事兴      | 30   |                            |                                    | 9月19日 央视一套                                                     | 张国强，牛莉                                                                                   | 乡土 |
| 爱在苍茫大地                   | 51   | 网页（页面存档备份，存于） | 9月25日 黑龙江影视频道             | 12月6日 山东卫视                                                     | 李幼斌，史兰芽，朱亚文，曹曦文                                                                 | 乡土 |
| 内线                           | 31   | 网页（页面存档备份，存于） |                                    | 9月27日 山东/河南/云南/贵州卫视                                      | 孙淳、钟汉良、孙菲菲、樊志起                                                                   | 谍战 |
| 铁肩担道义 / 李大钊·铁肩担道义 | 22   |                            |                                    | 9月28日 央视八套                                                     | 田少军，郑卫莉，赵文瑄                                                                         | 革命 |
| 晚婚                           | 32   | 网页（页面存档备份，存于） | 9月28日 天津文艺频道               |                                                                      | 奚美娟，陈蓉，高云翔，叶静                                                                     | 生活 |
| 桥隆飙                         | 38   |                            | 10月4日 山东齐鲁频道               | 11月15日 江西/黑龙江/广东/云南卫视                                   | 邢佳栋、童瑶、张博、梁诗冉                                                                     | 抗战 |
| 我的孩子我的家                 | 43   |                            | 10月5日 上海影视频道               | 2012年6月22日 黑龙江/辽宁/四川卫视                                   | 萨日娜，刘佩琦，万茜                                                                           | 生活 |
| 胡杨女人                       | 26   | 网页（页面存档备份，存于） |                                    | 10月4日 央视八套                                                     | 王茜华，李明启，沈航，姚扩，周晶晶，李进荣                                                     | 乡土 |
| 高粱红了                       | 28   |                            |                                    | 10月5日 央视八套                                                     | 朱亚文，喻恩泰，甘婷婷]]                                                                       | 革命 |
| 梦想光荣1942                   | 31   | 网页（页面存档备份，存于） | 10月5日 湖南影视频道               |                                                                      | 孙逊，李易祥，果静林，唐嫣                                                                     | 抗战 |
| 解放海南岛                     | 39   |                            |                                    | 10月5日 央视一套                                                     |                                                                                                | 革命 |
| 金婚风雨情                     | 51   | 网页（页面存档备份，存于） | 10月8日 江苏城市频道               | 12月1日 安徽/江苏/北京/江西卫视                                      | 祖峰、秦海璐、吴军、张延、王艳                                                                 | 生活 |
| 瞧这一家子                     | 30   |                            | 10月8日 常州新闻频道               | 2011年9月1日 河北卫视                                                | 张嘉译，朱媛媛                                                                                 | 生活 |
| 寻找证人                       | 28   |                            | 10月8日 北京影视频道               |                                                                      | 陈刚、刘汉强、习雪、林江国                                                                     | 涉案 |
| 锄奸                           | 35   | 网页（页面存档备份，存于） | 10月10日 湖北综合频道              | 2011年2月21日 山东/云南/辽宁/吉林，非黄金：2月22日 江苏/浙江卫视     | 杜淳、于荣光、杨若兮                                                                           | 抗战 |
| 窦天宝传奇                     | 25   |                            |                                    | 10月11日 天津/河北卫视                                               | 郭德纲，于谦                                                                                   | 年代 |
| 月嫂                           | 25   |                            | 10月11日 东方娱乐频道              | 2011年4月25日 央视八套                                               | 倪萍，张秋歌，奚美娟，叶童，姜培琳，吴建飞                                                     | 生活 |
| 娘家的故事2                    | 40   |                            |                                    | 10月12日 安徽卫视                                                    | 桑叶红、王骏毅、赵越、尚于博                                                                   | 生活 |
| 冰是睡着的水                   | 32   | 网页（页面存档备份，存于） | 10月20日 广州影视频道              |                                                                      | 傅程鹏、应采儿、徐洪浩、鲍国安                                                                 | 谍战 |
| 老马家的幸福往事               | 47   | 网页（页面存档备份，存于） | 10月20日 北京影视频道              | 12月27日 央视八套                                                    | 林永健、何赛飞、辛柏青、于和伟、涂松岩、陈紫函                                                 | 生活 |
| 毛岸英                         | 36   | 网页（页面存档备份，存于） |                                    | 10月20日 央视一套                                                    | 于晓光、韩中、姚居德、宋轶                                                                     | 传奇 |
| 大掌柜                         | 35   | 网页（页面存档备份，存于） |                                    | 10月20日 山东/黑龙江/吉林/河南卫视                                   | 张国强，韩晓，刘威葳，赵纯阳                                                                   | 年代 |
| 七妹                           | 32   |                            | 10月27日 广西都市频道              | 12月4日 四川，12月8日 黑龙江卫视                                     | 练束梅，小张铎，傅艺伟，宋远成，闾汉彪，刘佳佳                                                 | 乡土 |
| 朋友一场                       | 28   | 网页（页面存档备份，存于） |                                    | 10月28日 江苏卫视                                                    | 袁立，周小斌                                                                                   | 生活 |
| 警察遇到兵 / 一个好汉两个帮    | 32   | 网页（页面存档备份，存于） | 10月28日 江苏综艺频道              | 2013年5月14日 內蒙古卫视                                             | 吴健，孙逊，赵亮，何政军，秦海璐，陶慧敏，高虎                                                 | 年代 |
| 追捕                           | 28   | 网页（页面存档备份，存于） | 11月4日 上海新闻综合频道           | 2011年9月25日 浙江卫视                                               | 海清、吴秀波                                                                                   | 谍战 |
| 告密者                         | 28   | 网页（页面存档备份，存于） | 11月9日 吉林都市频道               | 2011年9月12日 安徽/江西/广东/云南卫视                                | 柳云龙、张嘉译、张溪云、刘孜                                                                   | 谍战 |
| 毒刺 / 极道英雄                | 32   | 网页（页面存档备份，存于） | 11月9日 湖南电视剧频道             | 2011年4月17日 四川卫视                                               | 温峥嵘、徐僧、张志坚                                                                           | 谍战 |
| 我的糟糠之妻                   | 29   |                            | 11月9日 常熟社会生活频道           | 2011年11月5日 辽宁/山西/广西卫视                                     | 陈小艺，孙淳，胡可，曹俊                                                                       | 生活 |
| 玫瑰园里的老少爷们儿/遍地玫瑰  | 24   |                            |                                    | 11月10日 央视八套                                                    | 吴云飞，小李琳，邢宇菲                                                                         | 乡土 |
| 兵团岁月                       | 38   | 网页（页面存档备份，存于） | 11月13日 北京影视频道              | 2011年1月11日 黑龙江/吉林/辽宁卫视                                   | 张译，沈傲君，王媛可                                                                           | 革命 |
| 我是真的                       | 29   | 网页（页面存档备份，存于） | 11月18日 湖南电视频道/郑州新闻频道 | 2011年10月8日 浙江/天津/四川/云南卫视                                | 郭晓东、王千源、郭柯宇                                                                         | 谍战 |
| 天阵                           | 28   | 网页（页面存档备份，存于） | 11月21日 湖北综合频道              | 2011年5月27日 云南/河南/江西卫视                                     | 连奕名，童蕾，杜志国，何政军                                                                   | 谍战 |
| 白狼                           | 30   |                            | 11月22日 沈阳新闻频道              | 2011年3月15日 山东/黑龙江/河南/广西卫视                              | 宋佳、邵兵                                                                                     | 谍战 |
| 拯救女兵司徒慧                 | 32   | 网页（页面存档备份，存于） | 11月26日 湖南电视剧频道            | 2011年4月6日 浙江/广东/四川/云南卫视                                 | 王洛勇、何琢言                                                                                 | 抗战 |
| 我要一个家                     | 34   | 网页（页面存档备份，存于） | 11月27日 石家庄新闻综合频道        | 2011年9月26日 吉林/青海卫视                                          | 饶敏莉、贾乃亮、姚星彤、邵兵                                                                   | 生活 |
| 大管家 / 暗战金陵              | 36   | 网页（页面存档备份，存于） | 11月28日 北京文艺频道              |                                                                      | 宁静、关礼杰、徐少强、蓝燕、戴春荣、陈莹、吕佳容                                               | 年代 |
| 赵丹                           | 25   |                            |                                    | 11月28日 央视八套                                                    | 邢岷山、龚蓓苾                                                                                 | 传记 |
| 红七军                         | 25   |                            |                                    | 11月29日 央视一套                                                    | 周朗、马晓伟、郑国霖、张晋、韩雯雯                                                             | 革命 |
| 永远的田野                     | 32   |                            |                                    | 11月29日 央视一套                                                    | 程煜、王新军、姜鸿波                                                                           | 乡土 |
| 将·军                          | 39   |                            | 12月6日 中国教育三套               | 2011年9月23日 黑龙江/江西/云南，10月6日 山东卫视                     | 黄海波，杨志刚，陈数，巍子                                                                     | 谍战 |
| 医者仁心                       | 33   |                            |                                    | 12月7日 央视八套                                                     | 白微，尤勇，谢君豪，潘虹                                                                       | 生活 |
| 还看今朝                       | 30   |                            |                                    | 12月10日 央视一套                                                    | 孙涛，颜丹晨                                                                                   | 谍战 |
| 侦察记                         | 35   | 网页（页面存档备份，存于） | 12月14日 山东影视频道              | 2011年6月15日 江苏/安徽/黑龙江/广西                                  | 尤勇、高明、王新、王乙竹、任天野                                                               | 抗战 |
| 解放大西南                     | 32   |                            |                                    | 12月14日 央视一套                                                    | 唐国强，刘劲                                                                                   | 革命 |
| 娘                             | 52   | 网页（页面存档备份，存于） | 12月17日 湖北综合频道              | 2011年3月4日 安徽/辽宁/广东/河南卫视                                 | 斯琴高娃、宋春丽、刘佳、杜源、徐秀林                                                           | 生活 |
| 风声传奇                       | 30   | 网页（页面存档备份，存于） | 12月18日 南京新闻综合频道          | 2011年3月18日 东方/北京卫视                                          | 刘威葳、张歆艺、田雨、宗平、胡海峰、胡可                                                       | 谍战 |
| 零号国境线                     | 25   |                            | 12月20日 上海东方电影频道          | 2011年8月5日 江西/云南卫视                                           | 王雷，白凡，王挺，王珂                                                                         | 军旅 |
| 无情道                         | 24   |                            | 12月22日 大连法制频道              |                                                                      | 孙洪涛，赵恒煊                                                                                 | 涉案 |
| 养父                           | 40   | 网页（页面存档备份，存于） | 12月23日 沈阳新闻频道              | 2011年1月1日 江苏卫视                                                | 张国立、牛莉、种丹妮、石云鹏、冯铭喧                                                           | 生活 |
| 第五空间                       | 34   |                            |                                    | 12月29日 央视八套                                                    | 蒲巴甲，贺刚，王强，万思维，吴昱翰，刘思言，郑罗茜                                             | 军旅 |
| 兵临城下                       | 34   | 网页（页面存档备份，存于） | 12月30日 湖南影视频道              | 2011年10月19日 黑龙江卫视                                            | 于和伟、王媛可、潘虹、邵汶、午马、石天琦                                                       | 抗战 |